# Die PARTEI
Die PARTEI (нім. Partei — партія) — невелика популістська партія у Німеччині, заснована у 2004 році. Партія заснована співробітниками німецького сатиричного журналу «Титанік» як сатира на політику.

## Назва партії
Засновники партії розшифровують її назву, як «Партія праці, верховенства права, захисту тварин, просування еліт та демократичної ініціативи» — все, чого може хотіти виборець — вибирайте самі, що вам до вподоби. Вони називають її анти-правою. У цьому вони роблять посилання на панівну в НДР партію Соціалістична єдина партія Німеччини, гаслом якої було — «Партія завжди права». Відсутність уточнення у назві партії нагадає про часи тоталітаризму, коли в нацистській Німеччині була тільки одна партія.

## Партійна платформа
Платформа партії має яскраво виражений сатиричний характер. Так у програмі партії був пункт про запровадження квоти для лінивих в управлінні економікою, заклики про те, що Ангела Меркель має піти. Партія закликала вимогу всіх туристів-іноземців, відновити Берлінську стіну.

## Участь у виборах

### Вибори у Німеччині
Партія з 2012 року бере участь у виборах до органів влади у Німеччині. Але не подолала прохідний бар'єр як у виборах до Бундестагу, так і до земельних органів влади. Члени партії представлені в окремих місцевих радах.

### Вибори до Європарламенту
У 2014 році на виборах до Європарламенту партія набрала 0,63 % голосів, завдяки цьому її лідер Мартін Зоннеборн став депутатом.
У Європарламенті виступи Зоннеборна сповнені жартів і зневаги до істеблішменту. Зоннеборн голосував почергово «Так» і «Ні», незалежно від того, що виноситься на голосування. За його словами: "Так легко безтямні парламентарі Європи «кінця не доїдуть».
За результатами виборів у 2019 році до Європарламенту від Die PARTEI, крім Зоннеборна потрапив ще один депутат.